# Caumont (Gers)
Caumont è un comune francese di 128 abitanti situato nel dipartimento del Gers nella regione dell'Occitania.

## Società

### Evoluzione demografica
Abitanti censiti